# Козя-Воля (Свентокшиське воєводство)
Козя-Воля (пол. Kozia Wola) — село в Польщі, у гміні Стомпоркув Конецького повіту Свентокшиського воєводства.
Населення — 617 осіб (2011).
У 1975-1998 роках село належало до Келецького воєводства.

## Демографія
Демографічна структура на день 31 березня 2011 року:
|          | Загалом | Допрацездатний вік | Працездатний вік | Постпрацездатний вік |
| -------- | ------- | ------------------ | ---------------- | -------------------- |
| Чоловіки | 318     | 55                 | 218              | 45                   |
| Жінки    | 299     | 44                 | 159              | 96                   |
| Разом    | 617     | 99                 | 377              | 141                  |